# Праксис
Пра́ксис (от др.-греч. πρᾶξις — «дело, исход, действие, дельность») — процесс, посредством которого реализуется некоторая теория, философская идея, вероучение и т. п. Одна из «вечных тем» философии, обсуждавшаяся в трудах Платона, Аристотеля, Святого Августина, Фрэнсиса Бэкона, Иммануила Канта, Сёрена Кьеркегора, Карла Маркса, Антонио Грамши, Мартина Хайдеггера, Ханны Арендт, Пауло Фрейре, Людвига фон Мизеса. Применяется в политической, образовательной и духовной сферах.

## История
В древнегреческом слово праксис (πρᾶξις) означало действия свободных людей. Аристотель считал, что существует три основных вида деятельности человека: теория (мышление), поэзия (творчество) и праксис (действие). Этим видам деятельности соответствовали три вида знаний: теоретические, конечная цель которых истина; поэтические, конечной целью которых является производство материальных объектов; и практические, конечная цель которых — действие. Аристотель далее разделил знания, полученные из практики, на этику, экономику и политику. Он также различал эвпраксию (εὐπραξία, «хорошая практика») и диспраксию (δυσπραξία, «плохая практика, несчастье»).

## Марксизм
Август Цешковский — философ-младогегельянец — был одним из первых, использовавших термин праксис в значении «действие, ориентированное на изменение общества» в своей работе 1838 года «Prolegomena zur Historiosophie» («Пролегомена к историософии»). Социалист XIX века Антонио Лабриола назвал марксизм «философией практики». Сам Маркс отмечал этот момент в статье «Тезисы о Фейербахе», где он утверждал, что цель философии — не объяснять мир, а изменять его. Это трактовка марксизма появилось снова в «Тюремных тетрадях» Антонио Грамши и в трудах Франкфуртской школы.

## Ханна Арендт
В книге «The Human Condition» (в русском переводе "Vita activa или о деятельной жизни") Ханна Арендт утверждает, что западная философия слишком часто фокусируется на созерцательной жизни (vita contemplativa) и пренебрегает активной жизнью (vita activa). Это привело к тому, что человечество часто упускало большую часть повседневной актуальности философских идей для реальной жизни. Для Арендт практика — наивысший и самый важный уровень активной жизни. Таким образом, она утверждает, что все больше философов должны заниматься повседневными политическими действиями или праксисом, которые она считает истинной реализацией человеческой свободы. По мнению Арендт, наша способность анализировать идеи, бороться с ними и воплощать их в жизнь — это то, что отличает нас от животных.